# Silver Lode
Silver Lode és una pel·lícula dels Estats Units d'Allan Dwan estrenada el 1954. Ha estat doblada al català.

## Argument[2]
A la petita ciutat de Silver Lode, el dia del seu matrimoni, Ballard està acusat d'homicidi per quatre cavallers desconeguts, un dels quals, anomenat Ned Mac Carthy es fa dir «federal marshall». Progressivament, Ballard, amb un ampli suport de la població de Silver Lode, veu com els seus suports es desfan, els seus amics dubten i després es giren contra ell. A continuació té lloc una persecució. Ballard aconsegueix establir la seva innocència i Mac Carthy és mort per un tret que rebota en la campana de la llibertat. Però, amargament, Ballard indica que es parapetarà amb la seva esposa en un enclaustrament conjugal, lligat estretament a una retirada voluntària de la vida social de Silver Lode.

## Repartiment
- John Payne: Dan Ballard
- Dan Duryea: Ned McCarthy
- Lizabeth Scott: Rose Evans
- Dolores Moran: Dolly
- Harry Carey Jr.: Johnson
- Emile Meyer: Xèrif Wooley
- Robert Warwick: Jutge Cranston
- John Hudson: Michel Evans
- Morris Ankrum: Zachary Evans
- Ralph Sanford: Joe, El barman
- Edgar Barrier: Taylor, advocat

## Anàlisi
Aquest western de 1954, avui gairebé oblidat, va formar molt de temps part del panteó de la crítica europea basant-se en el fet que posa manifestament en qüestió el maccarthisme. Un dels acusadors de Ballard es diu precisament Mac Carthy i morirà simbòlicament d'un tret que rebota en la campana de la llibertat. La pel·lícula evoca Sol davant el perill però en difereix pel seu final, clarament més pessimista. A Sol davant el perill, Gary Cooper i Grace Kelly deixen la ciutat que els ha rebutjat, però la pel·lícula els obre la possibilitat de construir i de refer-se en un altre lloc. A Silver Lode la tria de Ballard de quedar-se a la ciutat que estava a punt de linxar-lo, en un replegament conjugal amarg, representa una retirada voluntària de la comunitat de la qual ha pogut provar el caràcter factici. Res no serà mai com abans i és fins i tot lícit pensar que una part de la població de Silver Lode guardarà la sospita nascuda aquell dia.
Allan Dwan té el suport d'un repartiment sòlid on, entre nombrosos secundaris, emergeix la figura de Dan Duryea (Mac Carthy), malparit amb cara d'àngel acostumat als papers de cràpules cínics (Fritz Lang el va utilitzar a Ministry of Fear, Perversitat i La dona del quadre, per exemple). En un petit paper, es troba Harry Carey Jr., ros malhumorat que John Ford va dirigir moltes vegades.

## Al voltant de la pel·lícula
- La primera escena de Silver Lode (nens que juguen al carrer, aixequen els ulls, arriben els cavallers) recorda la de Grup salvatge de Sam Peckinpah.
- Aquest mateix any 1954, Dan Duryea i John Payne es van enfrontar igualment a Rails into Laramie de Jesse Hibbs.